# Wola (Warschau)
Wola is een stadsdeel van Warschau, de hoofdstad van Polen. 
Begin augustus 1944 vond hier het bloedbad van Wola plaats waarbij door de Nazis meer dan 30.000 burgers werden vermoord.

## Wijken
- Czyste
- Koło
- Mirów
- Młynów

- Nowolipki
- Odolany
- Powązki
- Ulrychów

Bemowo · Białołęka · Bielany · Mokotów · Ochota · Praga · Rembertów · Śródmieście ·
Targówek · Ursus · Ursynów · Wawer · Wesoła · Wilanów · Włochy · Wola · Żoliborz